# Chiesa cattolica in Lituania

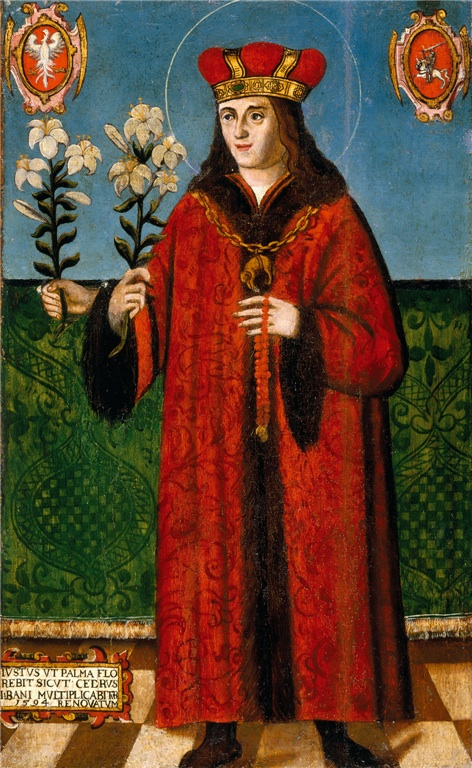
San Casimiro patrono della Lituania

La Chiesa cattolica in Lituania è parte della Chiesa cattolica in comunione con il vescovo di Roma, il Papa. La religione cattolica è la confessione religiosa maggioritaria nel Paese; nel 2016 contava circa 2,5 milioni di battezzati (circa l'80% della popolazione lituana).

## Storia

### XIX secolo
A metà dell'800 divenne simbolo della devozione popolare la «Collina delle croci», che rappresentava tutti coloro che erano morti per la libertà e l'indipendenza del Paese.

### Tra le due guerre mondiali
Nel 1926, dopo che la Lituania era divenuta indipendente nel 1918, con la bolla Lituanorum gente la struttura diocesana della Chiesa cattolica venne modificata in maniera significativa, infatti con i nuovi  confini solo l'antica diocesi di Samogizia aveva mantenuto sede nel nuovo Stato visto che la diocesi di Vilnius aveva allora sede in territorio polacco: la diocesi di Samogizia divenne sede metropolitana come arcidiocesi di Kaunas avendo come suffraganee le nuove diocesi di Telšiai, Vilkaviškis, Panevėžys e Kaišiadorys (quest'ultima coi territori rimasti lituani di quella di Vilnius divenuta nel 1925 sede arcivescovile).

### La repressione sovietica
La Chiesa lituana fu duramente colpita dalla repressione sovietica. Il paese fu invaso dall'Armata Rossa il 14 giugno 1941. Successivamente un decreto indicò la Chiesa cattolica come «entità sociale pericolosa». Cominciarono le deportazioni in massa; molti sacerdoti resistenti furono crocifissi.
La resistenza continuò anche dopo la fine della seconda guerra mondiale: si combatté ancora a metà degli anni Cinquanta, mentre svariate decine di migliaia di lituani erano rinchiusi nei gulag. Fra gli oltre 400.000 lituani deportati in Siberia sotto l'impero staliniano si contavano 180 sacerdoti. Diventò popolare il detto: "Siamo più lituani in Siberia che in Lituania". Dei nove vescovi cattolici esistenti in Lituania, un solo vescovo era restato in patria nel 1947, Kazimieras Paltarokas: morì il 3 gennaio 1958.
La Collina delle croci venne più volte abbattuta dalle ruspe sovietiche, ma i lituani riuscirono sempre a portare croci sul luogo, eludendo la sorveglianza dell'Armata Rossa.
Nel maggio del 1972 nacque un foglio clandestino, la «Cronaca della Chiesa cattolica lituana», unica voce libera del Paese, che pubblicò lettere di deportati, documenti sulle violenze nei gulag, appelli all'ONU per il rispetto dei diritti umani, tra cui uno clamoroso che giunse sul tavolo della Conferenza di Helsinki, mettendo in imbarazzo i dirigenti sovietici.
Un'altra iniziativa rischiosa fu intrapresa nel 1987, quando fu lanciato un appello alle autorità di Mosca per rendere pubblici i protocolli del Patto Molotov-Ribbentrop.

### La nuova indipendenza
Nel 1993, all'indomani del ritorno all'indipendenza, papa Giovanni Paolo II effettuò una storica visita nel paese baltico.

## Mete di pellegrinaggio
Le più famose mete di pellegrinaggio in Lituania sono la Collina delle Croci presso Šiauliai, Šiluva nella regione di Raseiniai e la Porta dell'Aurora a Vilnius.

## Organizzazione ecclesiastica
La Chiesa cattolica è presente in Lituania con due province ecclesiastiche, che comprendono sette diocesi.
- Arcidiocesi di Kaunas, che ha come suffraganee:
  - diocesi di Šiauliai,
  - diocesi di Telšiai,
  - diocesi di Vilkaviškis
- Arcidiocesi di Vilnius, che ha come suffraganee:
  - diocesi di Kaišiadorys,
  - diocesi di Panevėžys.

Esiste inoltre un ordinariato militare in Lituania.

## Nunziatura apostolica

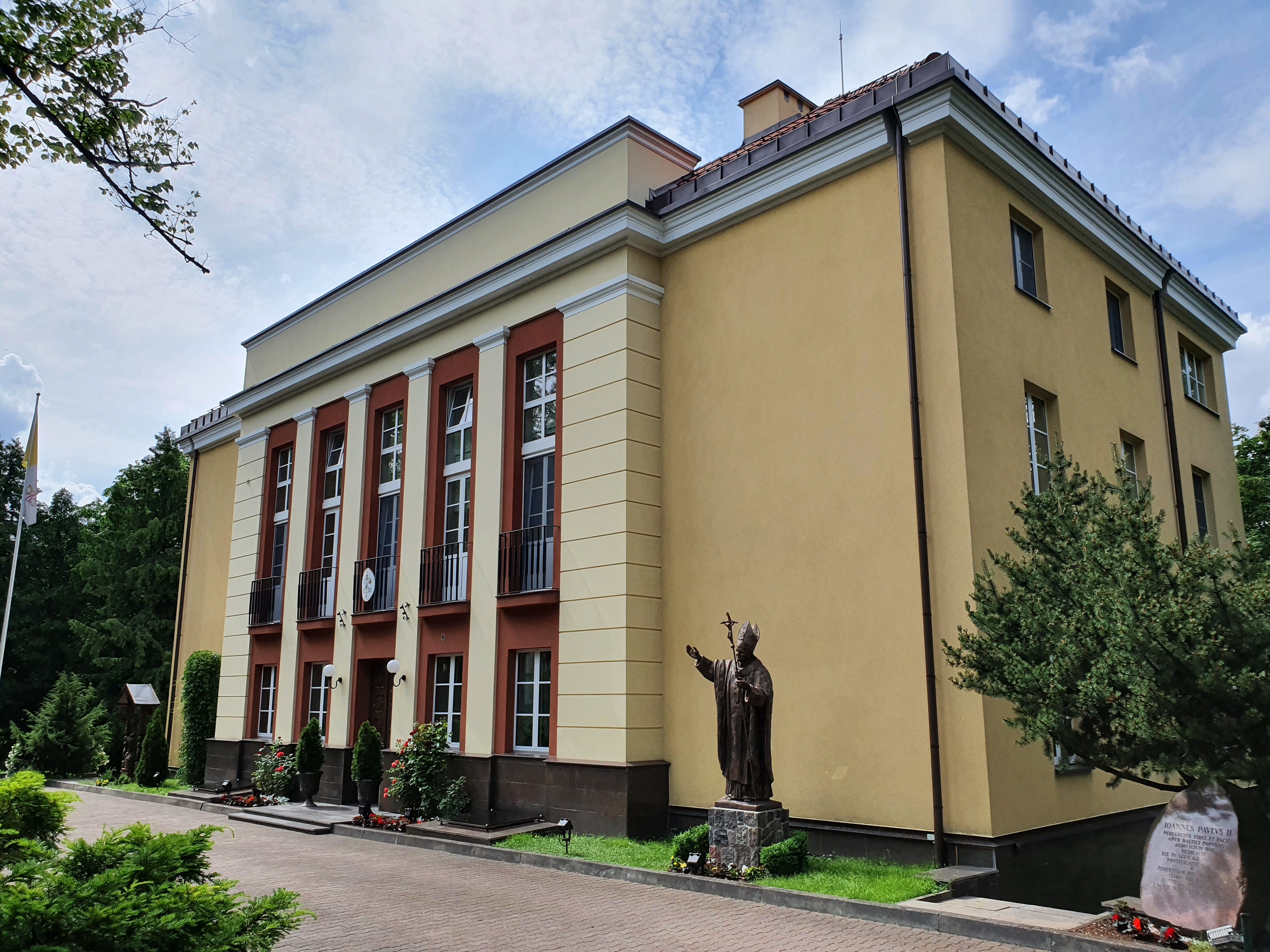
La sede della nunziatura apostolica a Vilnius.

Nel 1922, con l'indipendenza dei Paesi baltici, la Santa Sede eresse la delegazione apostolica di Lettonia, Lituania e Estonia, e nominò delegato apostolico il gesuita Antonino Zecchini (20 ottobre 1922).
L'internunziatura apostolica della Lituania fu eretta il 10 marzo 1927, con il breve Regiones quae di papa Pio XI. Essa fu promossa a nunziatura apostolica il 9 dicembre 1928.
In seguito all'occupazione sovietica del Paese le relazioni diplomatiche furono interrotte.
Esse sono riprese il 30 settembre 1991 dopo la riottenuta indipendenza della Lituania.
Il nunzio apostolico in Lituania ricopre lo stesso incarico anche per Estonia e Lettonia.

### Nunzi apostolici
- Edward Aleksander Władysław O'Rourke † (8 dicembre 1920 - dicembre 1921 dimesso)
- Antonino Zecchini, S.I. † (25 ottobre 1922 - 7 dicembre 1925 dimesso)
- Lorenzo Schioppa † (10 marzo 1927 - 27 maggio 1928 dimesso)
- Riccardo Bartoloni † (27 maggio 1928 - 9 aprile 1933 nominato delegato apostolico in Egitto)
- Luigi Centoz † (19 febbraio 1940 - 3 dicembre 1941 nominato nunzio apostolico in Nicaragua, Costa Rica e Panama)
  - Relazioni interrotte
- Justo Mullor García † (30 novembre 1991 - 2 aprile 1997 nominato nunzio apostolico in Messico)
- Erwin Josef Ender † (9 luglio 1997 - 19 maggio 2001 nominato nunzio apostolico nella Repubblica Ceca)
- Peter Stephan Zurbriggen † (25 ottobre 2001 - 14 gennaio 2009 nominato nunzio apostolico in Austria)
- Luigi Bonazzi (14 marzo 2009 - 18 dicembre 2013 nominato nunzio apostolico in Canada)
- Pedro López Quintana (8 marzo 2014 - 4 marzo 2019 nominato nunzio apostolico in Austria)
- Petar Rajič (15 giugno 2019 - 11 marzo 2024 nominato nunzio apostolico in Italia e nella Repubblica di San Marino)
- Georg Gänswein, dal 24 giugno 2024

## Conferenza episcopale
L'episcopato locale costituisce la Conferenza episcopale della Lituania (Lietuvos Vyskupų Konferencija, LVK), i cui statuti sono stati approvati dalla Santa Sede nel 1992.
La LVK è membro del Consiglio delle conferenze dei vescovi d'Europa.
Elenco dei presidenti della Conferenza episcopale:
- Vescovo Juozas Matulaitis-Labukas, vescovo titolare di Mopta e amministratore apostolico di Kaunas (1970 - 28 maggio 1979)
- Arcivescovo Liudas Povilonis, M.I.C., vescovo titolare di Arcavica e amministratore apostolico di Kaunas (1979 - 1988)
- Cardinale Vincentas Sladkevičius, M.I.C., arcivescovo di Kaunas (1988 - 1993)
- Arcivescovo Audrys Juozas Bačkis, arcivescovo di Vilnius (15 ottobre 1993 - 3 novembre 1999)
- Arcivescovo Sigitas Tamkevičius, S.I., arcivescovo di Kaunas (3 novembre 1999 - 20 settembre 2002)
- Cardinale Audrys Juozas Bačkis, arcivescovo di Vilnius (20 settembre 2002 - 20 settembre 2005)
- Arcivescovo Sigitas Tamkevičius, S.I., arcivescovo di Kaunas (20 settembre 2005 - 28 ottobre 2014)
- Arcivescovo Gintaras Grušas, arcivescovo di Vilnius, dal 28 ottobre 2014

Elenco dei vicepresidenti della Conferenza episcopale:
- Cardinale Audrys Juozas Bačkis, arcivescovo di Vilnius (3 novembre 1999 - 20 settembre 2002)
- Arcivescovo Sigitas Tamkevičius, S.I., arcivescovo di Kaunas (20 settembre 2002 - 20 settembre 2005)
- Cardinale Audrys Juozas Bačkis, arcivescovo di Vilnius (20 settembre 2005 - 26 ottobre 2011)
- Vescovo Rimantas Norvila, vescovo di Vilkaviškis (26 ottobre 2011 - 28 ottobre 2014)
- Arcivescovo Lionginas Virbalas, S.I., vescovo di Panevėžys poi arcivescovo di Kaunas (28 ottobre 2014 - 20 novembre 2017)
- Vescovo Rimantas Norvila, vescovo di Vilkaviškis, dal 20 novembre 2017

Elenco dei segretari generali della Conferenza episcopale:
- Presbitero Kęstutis Smilgevičius, dal 2011